# Елецкое (Северо-Казахстанская область)
Елецкое (каз. Елецкое) — село в Айыртауском районе Северо-Казахстанской области Казахстана. Административный центр Елецкого сельского округа. Код КАТО — 593240100.

## Население
В 1999 году население села составляло 462 человека (218 мужчин и 244 женщины). По данным переписи 2009 года в селе проживало 414 человек (203 мужчины и 211 женщин).